# Argentina i olympiska sommarspelen 1996
Argentina deltog i de olympiska sommarspelen 1996 med en trupp bestående av 178 deltagare, men ingen av landets deltagare erövrade någon medalj.

## Medaljer

### Silver
- Argentinas herrlandslag i fotboll - Fotboll, Herrarnas turnering

- Carlos Espínola - Segling, Herrarnas mistral

### Brons
- Pablo Chacón - Boxning, Fjädervikt

## Basket
Damer
Gruppspel
| Lag       | Vinster | Förluster | Poäng |
| --------- | ------- | --------- | ----- |
| USA       | 5       | 0         | 10    |
| Litauen   | 3       | 2         | 8     |
| Kroatien  | 3       | 2         | 8     |
| Kina      | 2       | 3         | 7     |
| Argentina | 2       | 3         | 7     |
| Angola    | 0       | 5         | 5     |

|           | Angola | Argentina | Kina   | Kroatien | Litauen | USA    |
| --------- | ------ | --------- | ------ | -------- | ------- | ------ |
| Angola    |        | 62-66     | 67-70  | 48-71    | 49-85   | 54-87  |
| Argentina | 66-62  |           | 77-87  | 75-90    | 65-61   | 68-96  |
| Kina      | 70-67  | 87-77     |        | 78-109   | 55-116  | 70-133 |
| Kroatien  | 71-48  | 90-75     | 109-78 |          | 81-83   | 71-102 |
| Litauen   | 85-49  | 61-65     | 116-55 | 83-81    |         | 82-104 |
| USA       | 87-54  | 96-68     | 133-70 | 102-71   | 104-82  |        |

## Boxning
| Idrottare           | Gren            | Sextondelsfinal         | Åttondelsfinal       | Kvartsfinal          | Semifinal            | Final                | Final            |
| Idrottare           | Gren            | Motståndare Resultat    | Motståndare Resultat | Motståndare Resultat | Motståndare Resultat | Motståndare Resultat | Placering        |
| ------------------- | --------------- | ----------------------- | -------------------- | -------------------- | -------------------- | -------------------- | ---------------- |
| Omar Andrés Narváez | Flugvikt        | Guzmán (DOM) W          | Assous (ALG) L       | Gick inte vidare     | Gick inte vidare     | Gick inte vidare     | Gick inte vidare |
| Pablo Chacón        | Fjädervikt      | Gray (JAM) W            | Lebon (MRI) W        | Nagy (HUN) W         | Kamsing (THA) L      | Gick inte vidare     | Brons            |
| Fabrizio Nieva      | Lättvikt        | Agentho (UGA) W         | Sin (KOR) L          | Gick inte vidare     | Gick inte vidare     | Gick inte vidare     | Gick inte vidare |
| Guillermo Saputo    | Weltervikt      | Bae (KOR) L             | Gick inte vidare     | Gick inte vidare     | Gick inte vidare     | Gick inte vidare     | Gick inte vidare |
| Oscar Gómez         | Lätt mellanvikt | Tulaganov (UKR) L (RSC) | Gick inte vidare     | Gick inte vidare     | Gick inte vidare     | Gick inte vidare     | Gick inte vidare |

## Brottning
| Idrottare   | Gren              | Åttondelsfinal              | Kvartsfinal          | Semifinal            | Final                |
| Idrottare   | Gren              | Motståndare Resultat        | Motståndare Resultat | Motståndare Resultat | Motståndare Resultat |
| ----------- | ----------------- | --------------------------- | -------------------- | -------------------- | -------------------- |
| Paulo Ibire | Lättvikt, fristil | Hwang Sang-Ho (KOR) L 0 – 7 | Gick inte vidare     | Gick inte vidare     | Gick inte vidare     |

## Cykling

### Mountainbike
| Cyklist         | Gren                  | Tid | Placering |
| --------------- | --------------------- | --- | --------- |
| Lautaro Chávez  | Herrarnas terränglopp | DNF | DNF       |
| Sandra Ambrosio | Damernas terränglopp  | DNF | DNF       |

### Landsväg
| Idrottare       | Gren                | Tid | Placering |
| --------------- | ------------------- | --- | --------- |
| Gustavo Artacho | Herrarnas linjelopp | DNF | DNF       |
| Rubén Pegorín   | Herrarnas linjelopp | DNF | DNF       |

### Bana
Förföljelse
| Cyklist                                                       | Gren                     | Kval     | Kval      | Kvartsfinal      | Kvartsfinal      | Semifinal        | Semifinal        | Final            | Final            |
| Cyklist                                                       | Gren                     | Tid      | Placering | Motståndare Tid  | Placering        | Motståndare Tid  | Placering        | Tid              | Placering        |
| ------------------------------------------------------------- | ------------------------ | -------- | --------- | ---------------- | ---------------- | ---------------- | ---------------- | ---------------- | ---------------- |
| Ángel Colla                                                   | Herrarnas tempolopp      | N/A      | N/A       | N/A              | N/A              | N/A              | N/A              | 1:06.619         | 17               |
| Walter Pérez                                                  | Herrarnas förföljelse    | 4:30.715 | 7         | 4:22.826         | 8                | Gick inte vidare | Gick inte vidare | Gick inte vidare | Gick inte vidare |
| Gabriel Curuchet, Gonzalo García, Walter Pérez, Edgardo Simón | Herrarnas lagförföljelse | 4:20.840 | 14        | Gick inte vidare | Gick inte vidare | Gick inte vidare | Gick inte vidare | Gick inte vidare | Gick inte vidare |

Poänglopp
| Cyklist       | Gren                | Poäng | Placering |
| ------------- | ------------------- | ----- | --------- |
| Juan Curuchet | Herrarnas poänglopp | 0     | 23        |

Förkortningar
- DNF – Fullföljde inte
- OVT – Overtaken

## Fotboll
Herrar
Coach: Daniel Passarella
| Nr | Pos. | Namn               | Födelsedatum (ålder)     | Matcher | Mål |           | Klubb                   |
| -- | ---- | ------------------ | ------------------------ | ------- | --- | --------- | ----------------------- |
| 1  | MV   | Carlos Bossio      | 1 december 1973 (22 år)  |         |     | Argentina | Estudiantes de La Plata |
| 2  | F    | Roberto Ayala      | 14 april 1973 (23 år)    |         |     | Italien   | Napoli                  |
| 3  | F    | José Chamot*       | 17 maj 1969 (27 år)      |         |     | Italien   | Lazio                   |
| 4  | F    | Javier Zanetti     | 10 augusti 1973 (22 år)  |         |     | Italien   | Inter                   |
| 5  | MF   | Matias Almeyda     | 21 december 1973 (22 år) |         |     | Argentina | River Plate             |
| 6  | F    | Roberto Sensini*   | 12 oktober 1966 (29 år)  |         |     | Italien   | Parma                   |
| 7  | A    | Claudio López      | 17 juli 1974 (22 år)     |         |     | Spanien   | Valencia                |
| 8  | MF   | Diego Simeone*     | 28 april 1970 (26 år)    |         |     | Spanien   | Atlético Madrid         |
| 9  | A    | Hernán Crespo      | 5 juli 1975 (21 år)      |         |     | Italien   | Parma                   |
| 10 | A    | Ariel Ortega       | 4 mars 1974 (22 år)      |         |     | Spanien   | Valencia                |
| 11 | MF   | Hugo Morales       | 30 juli 1974 (21 år)     |         |     | Argentina | Lanús                   |
| 12 | MV   | Pablo Cavallero    | 13 april 1974 (22 år)    |         |     | Argentina | Vélez Sársfield         |
| 13 | MF   | Héctor Pineda      | 13 juli 1975 (21 år)     |         |     | Argentina | Boca Juniors            |
| 14 | MF   | Pablo Paz          | 27 januari 1973 (23 år)  |         |     | Argentina | Banfield                |
| 15 | MF   | Christian Bassedas | 16 februari 1973 (23 år) |         |     | Argentina | Vélez Sársfield         |
| 16 | A    | Gustavo López      | 13 april 1973 (23 år)    |         |     | Spanien   | Real Zaragoza           |
| 17 | A    | Marcelo Delgado    | 24 mars 1973 (23 år)     |         |     | Argentina | Racing Club             |
| 18 | MF   | Marcelo Gallardo   | 18 januari 1976 (20 år)  |         |     | Argentina | River Plate             |

Gruppspel
|               | Spelade | Vinster | Oavgjorda | Förluster | Gjorda mål | Insläppta mål | Poäng |
| ------------- | ------- | ------- | --------- | --------- | ---------- | ------------- | ----- |
| Argentina U23 | 3       | 1       | 2         | 0         | 5          | 3             | 5     |
| Portugal U23  | 3       | 1       | 2         | 0         | 4          | 2             | 5     |
| USA U23       | 3       | 1       | 1         | 1         | 4          | 4             | 4     |
| Tunisien U23  | 3       | 0       | 1         | 2         | 1          | 5             | 1     |

Slutspel
|  | Kvartsfinal                | Kvartsfinal           |                           |   | Semifinal               | Semifinal               |   |  | Final | Final |
|  |                            |                       |                           |   |                         |                         |   |  |       |       |
|  | 27 juli 1996 - Miami       |                       |                           |   |                         |                         |   |  |       |       |
|  |                            |                       |                           |   |                         |                         |   |  |       |       |
|  | Portugal U23 (förlängning) | 2                     |                           |   |                         |                         |   |  |       |       |
|  | Portugal U23 (förlängning) | 2                     | 30 juli 1996 - Athens     |   |                         |                         |   |  |       |       |
|  | Frankrike U23              | 1                     |                           |   |                         |                         |   |  |       |       |
|  | Frankrike U23              | 1                     | Portugal U23              | 0 |                         |                         |   |  |       |       |
|  | 27 juli 1996 - Birmingham  |                       | Portugal U23              | 0 |                         |                         |   |  |       |       |
|  |                            | Argentina U23         | 2                         |   |                         |                         |   |  |       |       |
|  | Argentina U23              | Argentina U23         | 2                         | 4 |                         |                         |   |  |       |       |
|  | Argentina U23              |                       | 3 augusti 1996 - Athens   | 4 |                         |                         |   |  |       |       |
|  | Spanien U23                | 0                     |                           |   |                         |                         |   |  |       |       |
|  | Spanien U23                | 0                     | Nigeria U23               | 3 |                         |                         |   |  |       |       |
|  | 28 juli 1996 - Birmingham  |                       | Nigeria U23               | 3 |                         |                         |   |  |       |       |
|  |                            | Argentina U23         | 2                         |   |                         |                         |   |  |       |       |
|  | Mexiko U23                 | Argentina U23         | 2                         | 0 |                         |                         |   |  |       |       |
|  | Mexiko U23                 | 31 juli 1996 - Athens |                           | 0 |                         |                         |   |  |       |       |
|  | Nigeria U23                | 2                     |                           |   |                         |                         |   |  |       |       |
|  | Nigeria U23                | 2                     | Nigeria U23 (förlängning) | 4 | Bronsmatch              | Bronsmatch              |   |  |       |       |
|  | 28 juli 1996 - Miami       |                       | Nigeria U23 (förlängning) | 4 | Bronsmatch              | Bronsmatch              |   |  |       |       |
|  |                            | Brasilien U23         | 3                         |   | 2 augusti 1996 - Athens | 2 augusti 1996 - Athens |   |  |       |       |
|  | Brasilien U23              | Brasilien U23         | 3                         | 4 | 2 augusti 1996 - Athens | 2 augusti 1996 - Athens |   |  |       |       |
|  | Brasilien U23              |                       |                           |   |                         | Brasilien U23           | 5 |  |       |       |
|  | Ghana U23                  | 2                     |                           |   |                         | Brasilien U23           | 5 |  |       |       |
|  | Ghana U23                  | 2                     | Portugal U23              | 0 |                         |                         |   |  |       |       |
|  |                            |                       | Portugal U23              | 0 |                         |                         |   |  |       |       |

## Friidrott
Herrar
| Friidrottare     | Gren                     | Heat     | Heat      | Kvartsfinal      | Kvartsfinal      | Semifinal        | Semifinal        | Final            | Final            |
| Friidrottare     | Gren                     | Resultat | Placering | Resultat         | Placering        | Resultat         | Placering        | Resultat         | Placering        |
| ---------------- | ------------------------ | -------- | --------- | ---------------- | ---------------- | ---------------- | ---------------- | ---------------- | ---------------- |
| Andrés Charadia  | Herrarnas släggkastning  | 65.26    | 17        | N/A              | N/A              | N/A              | N/A              | Gick inte vidare | Gick inte vidare |
| Carlos Gats      | Herrarnas 100 meter      | 10.57    | 3         | Gick inte vidare | Gick inte vidare | Gick inte vidare | Gick inte vidare | Gick inte vidare | Gick inte vidare |
| Carlos Gats      | Herrarnas 200 meter      | 20.82    | 4 Q       | 20.84            | 7                | Gick inte vidare | Gick inte vidare | Gick inte vidare | Gick inte vidare |
| Marcelo Pugliese | Herrarnas diskuskastning | 56.72    | 29        | N/A              | N/A              | N/A              | N/A              | Gick inte vidare | Gick inte vidare |
| Antonio Silio    | Herrarnas maraton        | N/A      | N/A       | N/A              | N/A              | N/A              | N/A              | Fullföljde inte  | Fullföljde inte  |

Damer
| Friidrottare       | Gren                    | Heat     | Heat      | Kvartsfinal | Kvartsfinal | Semifinal | Semifinal | Final            | Final            |
| Friidrottare       | Gren                    | Resultat | Placering | Resultat    | Placering   | Resultat  | Placering | Resultat         | Placering        |
| ------------------ | ----------------------- | -------- | --------- | ----------- | ----------- | --------- | --------- | ---------------- | ---------------- |
| Andrea Ávila       | Damernas längdhopp      | 6.00     | 31        | N/A         | N/A         | N/A       | N/A       | Gick inte vidare | Gick inte vidare |
| Griselda González  | Damernas maraton        | N/A      | N/A       | N/A         | N/A         | N/A       | N/A       | 2:35:12          | 19               |
| Liliana Martinelli | Damernas diskuskastning | 55.68    | 35        | N/A         | N/A         | N/A       | N/A       | Gick inte vidare | Gick inte vidare |
| Marta Orellana     | Damernas 800 meter      | 2:04.99  | –         | N/A         | N/A         | N/A       | N/A       | Gick inte vidare | Gick inte vidare |

## Fäktning
| Idrottare                                          | Gren                  | 32-delsfinal            | Sextondelsfinal      | Åttondelsfinal       | Kvartsfinal          | Semifinal            | Final                |                  |
| Idrottare                                          | Gren                  | Motståndare Resultat    | Motståndare Resultat | Motståndare Resultat | Motståndare Resultat | Motståndare Resultat | Motståndare Resultat |                  |
| -------------------------------------------------- | --------------------- | ----------------------- | -------------------- | -------------------- | -------------------- | -------------------- | -------------------- | ---------------- |
| Leandro Marchetti                                  | Herrarnas florett     | Falchetto (AUT) W 15–13 | Wienand (GER) L 1–15 | Gick inte vidare     | Gick inte vidare     | Gick inte vidare     | Gick inte vidare     |                  |
| Alejandra Carbone                                  | Damernas florett      | Wang (CHN) L 4–15       | Gick inte vidare     | Gick inte vidare     | Gick inte vidare     | Gick inte vidare     | Gick inte vidare     |                  |
| Yanina Iannuzzi                                    | Damernas florett      | Parisky (ISR) L 7–15    | Gick inte vidare     | Gick inte vidare     | Gick inte vidare     | Gick inte vidare     | Gick inte vidare     |                  |
| Dolores Pampin                                     | Damernas florett      | Szewczyk (POL) L 8–15   | Gick inte vidare     | Gick inte vidare     | Gick inte vidare     | Gick inte vidare     | Gick inte vidare     |                  |
| Alejandra Carbone, Yanina Iannuzzi, Dolores Pampin | Damernas florett, lag | N/A                     | N/A                  | Ryssland L 20–45     | Gick inte vidare     | Gick inte vidare     | Gick inte vidare     | Gick inte vidare |

## Gymnastik
| Idrottare       | Gren                    | Redskap   | Redskap          | Redskap | Redskap | Redskap | Redskap | Redskap | Redskap | Kval      | Kval   | Final            | Final            |
| Idrottare       | Gren                    | Bygelhäst | Herrarnas ringar | Hopp    | Barr    | Räck    | Barr    | Bom     | Totat   | Placering | Totalt | Placering        |                  |
| --------------- | ----------------------- | --------- | ---------------- | ------- | ------- | ------- | ------- | ------- | ------- | --------- | ------ | ---------------- | ---------------- |
| Marcelo Palacio | Herrarnas ind. mångkamp | 17.450    | 16.875           | 17.325  | 17.875  | 17.100  | 17.400  | N/A     | N/A     | 104.025   | 70     | Gick inte vidare | Gick inte vidare |
| Marcelo Palacio | Herrarnas fristående    | 17.450    | N/A              | N/A     | N/A     | N/A     | N/A     | N/A     | N/A     | 17.450    | 89     | Gick inte vidare | Gick inte vidare |
| Marcelo Palacio | Herrarnas bygelhäst     | N/A       | 16.875           | N/A     | N/A     | N/A     | N/A     | N/A     | N/A     | 16.875    | 86     | Gick inte vidare | Gick inte vidare |
| Marcelo Palacio | Herrarnas ringar        | N/A       | N/A              | 17.325  | N/A     | N/A     | N/A     | N/A     | N/A     | 17.325    | 90     | Gick inte vidare | Gick inte vidare |
| Marcelo Palacio | Herrarnas hopp          | N/A       | N/A              | N/A     | 17.785  | N/A     | N/A     | N/A     | N/A     | 17.785    | 94     | Gick inte vidare | Gick inte vidare |
| Marcelo Palacio | Herrarnas barr          | N/A       | N/A              | N/A     | N/A     | 17.100  | N/A     | N/A     | N/A     | 17.100    | 90     | Gick inte vidare | Gick inte vidare |
| Marcelo Palacio | Herrarnas räck          | N/A       | N/A              | N/A     | N/A     | N/A     | 17.400  | N/A     | N/A     | 17.400    | 86     | Gick inte vidare | Gick inte vidare |
| Ana Destéfano   | Damernas ind. mångkamp  | 18.537    | N/A              | N/A     | 18.724  | N/A     | N/A     | 18.737  | 16.774  | 72.772    | 65     | Gick inte vidare | Gick inte vidare |
| Ana Destéfano   | Damernas fristående     | 18.537    | N/A              | N/A     | N/A     | N/A     | N/A     | N/A     | N/A     | 18.537    | 71     | Gick inte vidare | Gick inte vidare |
| Ana Destéfano   | Damernas hopp           | N/A       | N/A              | N/A     | 18.724  | N/A     | N/A     | N/A     | N/A     | 18.724    | 61     | Gick inte vidare | Gick inte vidare |
| Ana Destéfano   | Damernas barr           | N/A       | N/A              | N/A     | N/A     | N/A     | N/A     | 18.737  | N/A     | 18.737    | 57     | Gick inte vidare | Gick inte vidare |
| Ana Destéfano   | Damernas bom            | N/A       | N/A              | N/A     | N/A     | N/A     | N/A     | N/A     | 16.774  | 16.774    | 86     | Gick inte vidare | Gick inte vidare |

## Judo
Herrar
| Idrottare         | Gren                     | Sextondelsfinal      | Åttondelsfinal       | Kvartsfinal          | Semifinal            | Final                | Återkval 1           | Återkval 2           | Återkval 3           | Bronsmatch           |
| Idrottare         | Gren                     | Motståndare Resultat | Motståndare Resultat | Motståndare Resultat | Motståndare Resultat | Motståndare Resultat | Motståndare Resultat | Motståndare Resultat | Motståndare Resultat | Motståndare Resultat |
| ----------------- | ------------------------ | -------------------- | -------------------- | -------------------- | -------------------- | -------------------- | -------------------- | -------------------- | -------------------- | -------------------- |
| Jorge Lencina     | Extra lättvikt (-60 kg)  | Huseynov (AZE) L     | Gick inte vidare     | Gick inte vidare     | Gick inte vidare     | Gick inte vidare     | Gick inte vidare     | Gick inte vidare     | Gick inte vidare     | Gick inte vidare     |
| Francisco Morales | Halv lättvikt (-65 kg)   | Revazishvili (GEO)   | Gick inte vidare     | Gick inte vidare     | Gick inte vidare     | Gick inte vidare     | Gick inte vidare     | Gick inte vidare     | Gick inte vidare     | Gick inte vidare     |
| Sebastián Alquati | Lättvikt (-71 kg)        | Boldbataar (MGL) L   | Gick inte vidare     | Gick inte vidare     | Gick inte vidare     | Gick inte vidare     | Pedro (USA) L        | Gick inte vidare     | Gick inte vidare     | Gick inte vidare     |
| Dario García      | Halv mellanvikt (-78 kg) | Belgaïd (MAR) W      | Klas (NED) W         | Bouras (FRA) L       | Gick inte vidare     | Gick inte vidare     | Bye                  | Bye                  | Savchishkin (RUS) W  | Uznadze (TUR) L      |
| Pablo Elisii      | Mellanvikt (-86 kg)      | Kaaba (MAR) L        | Despaigne (CUB) L    | Gick inte vidare     | Gick inte vidare     | Gick inte vidare     | Gick inte vidare     | Gick inte vidare     | Gick inte vidare     | Gick inte vidare     |
| Alejandro Bender  | Halv tungvikt (-95 kg)   | Miguel (BRA) L       | Gick inte vidare     | Gick inte vidare     | Gick inte vidare     | Gick inte vidare     | Shakimov (KAZ) W     | Felicite (MRI) W     | Kovács (HUN) L       | Gick inte vidare     |
| Orlando Baccino   | Tungvikt (+195 kg)       | Rakhimov (TJK) L     | Gick inte vidare     | Gick inte vidare     | Gick inte vidare     | Gick inte vidare     | Gick inte vidare     | Gick inte vidare     | Gick inte vidare     | Gick inte vidare     |

Damer
| Idrottare        | Gren                   | Sextondelsfinal      | Åttondelsfinal       | Kvartsfinal          | Semifinal            | Final                | Återkval 1           | Återkval 2           | Återkval 3           | Bronsmatch           |
| Idrottare        | Gren                   | Motståndare Resultat | Motståndare Resultat | Motståndare Resultat | Motståndare Resultat | Motståndare Resultat | Motståndare Resultat | Motståndare Resultat | Motståndare Resultat | Motståndare Resultat |
| ---------------- | ---------------------- | -------------------- | -------------------- | -------------------- | -------------------- | -------------------- | -------------------- | -------------------- | -------------------- | -------------------- |
| Carolina Mariani | Halv lättvikt (-52 kg) | Bye                  | Gosselin (CAN) L     | Hyun (KOR) L         | Gick inte vidare     | Gick inte vidare     | Bye                  | Giungi (ITA) W       | Sugawara (JPN) L     | Gick inte vidare     |

## Kanotsport
Sprint
| Kanotist                       | Gren                 | Heat     | Heat      | Återkval | Återkval  | Semifinal | Semifinal | Final            | Final            |
| Kanotist                       | Gren                 | Tid      | Placering | Tid      | Placering | Tid       | Placering | Tid              | Placering        |
| ------------------------------ | -------------------- | -------- | --------- | -------- | --------- | --------- | --------- | ---------------- | ---------------- |
| Javier Correa                  | Herrarnas K-1 500 m  | 1:42.691 | 4         | 1:44.076 | 3 Q       | 1:42.071  | 7         | Gick inte vidare | Gick inte vidare |
| Abelardo Sztrum                | Herrarnas K-1 1000 m | 3:50.547 | 3 Q       | Bye      | Bye       | 3:44.587  | 6         | Gick inte vidare | Gick inte vidare |
| Diego Cánepa, Sergio Mangín    | Herrarnas K-2 500 m  | 1:38.594 | 6         | 1:39.535 | 4 Q       | 1:37.177  | 9         | Gick inte vidare | Gick inte vidare |
| Javier Correa, Abelardo Sztrum | Herrarnas K-2 1000 m | 3:49.864 | 5         | 3:34.244 | 1 Q       | 3:28.128  | 9         | Gick inte vidare | Gick inte vidare |

## Landhockey
Herrar
Coacher: Miguel MacCormík / Jorge Ruiz

- Leandro Baccaro
- Maximiliano Caldas
- Santiago Capurro
- Diego Chiodo
- Alejandro Doherty
- Fernando Ferrara
- Jorge Lombi
- Pablo Lombi
- Gabriel Minadeo
- Pablo Moreira (GK)
- Fernando Moresi
- Edgardo Pailos
- Rodolfo Pérez
- Jorge Querejeta
- Carlos Retegui
- Rodolfo Schmitt

Gruppspel
| Lag       | Spelade | W | D | L | GF | GA | GD  | Poäng |
| --------- | ------- | - | - | - | -- | -- | --- | ----- |
| Spanien   | 5       | 4 | 0 | 1 | 14 | 5  | +9  | 8     |
| Tyskland  | 5       | 3 | 1 | 1 | 10 | 3  | +7  | 7     |
| Indien    | 5       | 2 | 2 | 1 | 8  | 3  | +5  | 5     |
| Pakistan  | 5       | 2 | 1 | 2 | 11 | 8  | +3  | 5     |
| Argentina | 5       | 2 | 0 | 3 | 9  | 13 | –4  | 4     |
| USA       | 5       | 0 | 0 | 5 | 3  | 23 | –20 | 0     |

Damer
Gruppspel
| Lag            | Spelade | W | D | L | GF | GA | GD  | Poäng |
| -------------- | ------- | - | - | - | -- | -- | --- | ----- |
| Australien     | 7       | 6 | 1 | 0 | 24 | 4  | +20 | 13    |
| Sydkorea       | 7       | 4 | 2 | 1 | 18 | 9  | +9  | 10    |
| Storbritannien | 7       | 3 | 2 | 2 | 12 | 11 | +1  | 8     |
| Nederländerna  | 7       | 3 | 2 | 2 | 15 | 15 | 0   | 8     |
| USA            | 7       | 2 | 2 | 3 | 8  | 11 | –3  | 6     |
| Tyskland       | 7       | 2 | 1 | 4 | 10 | 11 | –1  | 5     |
| Argentina      | 7       | 2 | 1 | 4 | 7  | 21 | –14 | 5     |
| Spanien        | 7       | 0 | 1 | 6 | 5  | 17 | –12 | 1     |

## Ridsport
| Ryttare             | Häst             | Gren                 | Kval   | Kval      | Final            | Final            |
| Ryttare             | Häst             | Gren                 | Straff | Placering | Straff           | Placering        |
| ------------------- | ---------------- | -------------------- | ------ | --------- | ---------------- | ---------------- |
| Julio Albarracín    | Dinastía Pampero | Individuell hoppning | 12,00  | =59       | Gick inte vidare | Gick inte vidare |
| Federico Castaing   | Landlord         | Individuell hoppning | 28,00  | 79        | Gick inte vidare | Gick inte vidare |
| Óscar Fuentes       | Henry J. Speed   | Individuell hoppning | 12,75  | =67       | Gick inte vidare | Gick inte vidare |
| Ricardo Kierkegaard | Renomme          | Individuell hoppning | 4,50   | 35        | Gick inte vidare | Gick inte vidare |

## Rodd
Herrar
| Idrottare                                                              | Gren                        | Heat    | Heat      | Återkval | Återkval  | Semifinal        | Semifinal        | Final            | Final            | Final |
| Idrottare                                                              | Gren                        | Tid     | Placering | Tid      | Placering | Tid              | Placering        | Tid              | Placering        |       |
| ---------------------------------------------------------------------- | --------------------------- | ------- | --------- | -------- | --------- | ---------------- | ---------------- | ---------------- | ---------------- | ----- |
| Sergio Fernández González                                              | Singelsculler               | 7:37.53 | 2         | 7:42.63  | 1 Q       | 7:23.70          | 5                | Gick inte vidare | Gick inte vidare |       |
| Fernando Zapata, Agustín Rocha                                         | Lättvikts-dubbelsculler     | 7:07.50 | 4         | 6:28.08  | 3         | Gick inte vidare | Gick inte vidare | Gick inte vidare | Gick inte vidare |       |
| Walter Balunek, Carlos Palavecino                                      | Tvåa utan styrman           | 6:56.03 | 3         | 7:10.57  | 3 Q       | 7:14.59          | 6                | Gick inte vidare | Gick inte vidare |       |
| Santiago Fernández, Rubén Knulst, Carlos Pages, Guillermo Pfaab        | Scullerfyra                 | 6:16.16 | 4         | 5:52.89  | 4         | Gick inte vidare | Gick inte vidare | Gick inte vidare | Gick inte vidare |       |
| Mariano Kowalczyk, Daniel Scuri, Horacio Sicilia, Mariano Sosa         | Fyra utan styrman           | 6:33.29 | 5         | 6:37.85  | 5         | Gick inte vidare | Gick inte vidare | Gick inte vidare | Gick inte vidare |       |
| Jorge Enríquez, Hernán Legizamón, Gabriel Scortiguini, Federico Querín | Lättvikts-fyra utan styrman | 6:43.58 | 6         | 6:09.86  | 5         | Gick inte vidare | Gick inte vidare | Gick inte vidare | Gick inte vidare |       |

Damer
| Idrottare                        | Gren              | Heat    | Heat      | Återkval | Återkval  | Semifinal        | Semifinal        | Final            | Final            | Final |
| Idrottare                        | Gren              | Tid     | Placering | Tid      | Placering | Tid              | Placering        | Tid              | Placering        |       |
| -------------------------------- | ----------------- | ------- | --------- | -------- | --------- | ---------------- | ---------------- | ---------------- | ---------------- | ----- |
| Elina Urbano                     | Singelsculler     | 8:42,59 | 5         | 9:04,66  | 5         | Gick inte vidare | Gick inte vidare | Gick inte vidare | Gick inte vidare |       |
| Dolores Amaya, María Garisoain   | Dubbelsculler     | 7:57,05 | 4         | 8:09,24  | 4         | Gick inte vidare | Gick inte vidare | Gick inte vidare | Gick inte vidare |       |
| Lorena Corengia, Julieta Ramírez | Tvåa utan styrman | 8:12,58 | 5         | 8:35,53  | 4         | Gick inte vidare | Gick inte vidare | Gick inte vidare | Gick inte vidare |       |

## Segling
Herrar
| Seglare                          | Gren    | Lopp | Lopp | Lopp | Lopp | Lopp | Lopp | Lopp     | Lopp     | Lopp | Lopp | Lopp | Poäng | Placering |
| Seglare                          | Gren    | 1    | 2    | 3    | 4    | 5    | 6    | 7        | 8        | 9    | 10   | 11   | Poäng | Placering |
| -------------------------------- | ------- | ---- | ---- | ---- | ---- | ---- | ---- | -------- | -------- | ---- | ---- | ---- | ----- | --------- |
| Carlos Espínola                  | Mistral | 2    | 4    | 4    | 2    | 3    | (6)  | (47) PMS | 2        | 2    | N/A  | N/A  | 19    | Silver    |
| Santiago Lange                   | Laser   | 4    | 1    | 5    | 14   | 23   | 11   | 19       | (57) DSQ | 2    | 19   | 4    | 79    | 9         |
| Martín Billoch, Martín Rodríguez | 470     | 12   | (23) | 1    | (22) | 20   | 3    | 4        | 12       | 1    | 8    | 12   | 73    | 7         |
| Guillermo Calegari, Mauro Maiola | Starbåt | 17   | 17   | (23) | (22) | 19   | 22   | 18       | 17       | 19   | 17   | N/A  | 146   | 22        |

Damer
| Seglare                         | Gren        | Lopp     | Lopp | Lopp | Lopp | Lopp | Lopp | Lopp | Lopp | Lopp | Lopp | Lopp  | Poäng  | Placering |
| Seglare                         | Gren        | 1        | 2    | 3    | 4    | 5    | 6    | 7    | 8    | 9    | 10   | 11    | Poäng  | Placering |
| ------------------------------- | ----------- | -------- | ---- | ---- | ---- | ---- | ---- | ---- | ---- | ---- | ---- | ----- | ------ | --------- |
| Serena Amato                    | Europajolle | 8        | (17) | 8    | 8    | (16) | 15   | 6    | 5    | 1    | 16   | 14    | 81     | 8         |
| Mónica Fechino                  | Mistral     | 17       | 18   | 10   | 18   | (25) | 16   | (20) | 15   | 14   | N/A  | N/A   | 108    | 17        |
| Paula Reinoso, Sofía Usandizaga | 470         | (23) PMS | 16   | 16   | (22) | 22   | 20   | 17   | 20   | 22   | 17   | 20,50 | 170,50 | 22        |

## Tennis
Herrar
| Spelare                 | Gren       | Omgång 1                       | Omgång 2                                       | Åttondelsfinaler  | Kvartsfinaler     | Semifinaler       | Final / BM        | Final / BM |
| Spelare                 | Gren       | Motståndare Poäng              | Motståndare Poäng                              | Motståndare Poäng | Motståndare Poäng | Motståndare Poäng | Motståndare Poäng | Placering  |
| ----------------------- | ---------- | ------------------------------ | ---------------------------------------------- | ----------------- | ----------------- | ----------------- | ----------------- | ---------- |
| Gastón Etlis            | Herrsingel | Ferreira (RSA) L 4–6, 3–6      | Gick inte vidare                               | Gick inte vidare  | Gick inte vidare  | Gick inte vidare  | Gick inte vidare  | =33        |
| Javier Frana            | Herrsingel | Rusedski (GBR) L 6–4, 5–7, 3–6 | Gick inte vidare                               | Gick inte vidare  | Gick inte vidare  | Gick inte vidare  | Gick inte vidare  | =33        |
| Hernán Gumy             | Herrsingel | Pereira (VEN) L 4–6, 0–6       | Gick inte vidare                               | Gick inte vidare  | Gick inte vidare  | Gick inte vidare  | Gick inte vidare  | =33        |
| Javier Frana, Luis Lobo | Herrdubbel | N/A                            | Bruguera (ESP) Carbonell (ESP) L 3–6, 6–7(6–8) | Gick inte vidare  | Gick inte vidare  | Gick inte vidare  | Gick inte vidare  | =17        |

Damer
| Spelare                              | Gren      | Omgång 1                  | Omgång 2                                       | Åttondelsfinaler           | Kvartsfinaler     | Semifinaler       | Final / BM        | Final / BM |
| Spelare                              | Gren      | Motståndare Poäng         | Motståndare Poäng                              | Motståndare Poäng          | Motståndare Poäng | Motståndare Poäng | Motståndare Poäng | Placering  |
| ------------------------------------ | --------- | ------------------------- | ---------------------------------------------- | -------------------------- | ----------------- | ----------------- | ----------------- | ---------- |
| Inés Gorrochategui                   | Damsingel | Yi (CHN) W 6–2, 1–6, 6–1  | Pierce (FRA) W 6–4, 1–6, 7–5                   | Fernández (USA) L 0–6, 3–6 | Gick inte vidare  | Gick inte vidare  | Gick inte vidare  | =9         |
| Florencia Labat                      | Damsingel | Makarova (RUS) W 6–2, 7–5 | Maleeva (BUL) L 6–7(7–9), 1–6                  | Gick inte vidare           | Gick inte vidare  | Gick inte vidare  | Gick inte vidare  | =17        |
| Gabriela Sabatini                    | Damsingel | Tauziat (FRA) W 7–5, 6–2  | Gavaldón (MEX) W 6–4, 6–0                      | Seles (USA) L 3–6, 3–6     | Gick inte vidare  | Gick inte vidare  | Gick inte vidare  | =9         |
| Gabriela Sabatini, Patricia Tarabini | Damdubbel | N/A                       | Appelmans (BEL) Courtois (BEL) L 7–5, 3–6, 4–6 | Gick inte vidare           | Gick inte vidare  | Gick inte vidare  | Gick inte vidare  | =17        |